# 1985 (роман, 1982)
«1985» (нем. Neunzehnhundertfünfundachtzig. Ein historischer Bericht, англ. 1985. A historical report (Hongkong 2036) from the Hungarian of ***, «1985 год. Исторический отчёт (Гонконг 2036) от венгра из ***») — фантастический роман венгерского писателя и диссидента Дьёрдя Далоша, продолжение романа-антиутопии Джорджа Оруэлла «1984». Это вторая попытка продолжения романа Оруэлла после вышедшего в 1978 году «1985-го» британского писателя Энтони Бёрджесса.
Действие в романе Далоша происходит в Океании на протяжении 1985 года, когда после внезапной смерти Старшего Брата в стране начинаются демократические преобразования, однако уже к концу года вследствие вмешательства Евразии в стране устанавливается новый тоталитарный режим. В романе, построенном в виде последовательности документов и фрагментов воспоминаний, действуют герои «1984», в том числе Уинстон Смит, Джулия Миллер и сотрудник полиции мыслей О’Брайен.
Книга Далоша опубликована по-немецки в 1982 году. Русский перевод А. Д. Иорданского, сделанный с английского издания, вышел в 1992 году.

## Сюжет
Произведение представляет собой собрание 63 документов о событиях 1985 года в Океании: это отрывки из воспоминаний основных действующих лиц, официальные сообщения СМИ и пр. Они сопровождаются предисловием евразийского историка, написанным в 2035 году в Иркутске, а также посткриптумом того же историка и его многочисленными подстраничными примечаниями к опубликованным материалам.
В январе 1985 года правительство Океании сообщает о смерти Старшего Брата в декабре 1984 года «в результате временного недомогания» и ампутации всех конечностей. Вскоре становится известно и о том, что Океания потерпела поражение в войне против Евразии. В преддверии мирных переговоров с Евразией полиция мыслей Океании решает инициировать процесс подконтрольной им деятельности, имитирующей демократические перемены в стране. Уинстону Смиту предложено стать редактором новой газеты, «Литературное приложение к „Таймс“», в которой публикуются материалы с более свободным, хотя и подцензурным, содержанием, в том числе стихи поэта Амплфорта, вызывающие общественные дискуссии. В кафе «Под каштанами» по понедельникам устраивается дискуссионный клуб для свободного обмена мнениями. Джулия Миллер также становится одним из заметных деятелей новой эпохи и ставит в театре «Гамлет» Шекспира, который не шёл на сцене десятки лет. В Лондоне проходит встреча с делегацией из Евразии, которая поражает океанийцев своим способом передвижения — по воздуху, после принятия специального препарата из ампулы.
Постепенно стремление к переменам выходит из-под контроля полиции мыслей. Смит, Амплфорт и другие создают «Ассоциацию интеллигентов за реформы» (АИР), призывающую к восстановлению конституционных свобод и запрещению полиции мыслей. После ареста двух пролов, один из которых умирает в полиции, пролы берут полицейских в заложники. Лидером пролов становится мусульманин Мухаммед Стэнли, с которым Смит договаривается о сотрудничестве. Джулия же, занимавшая в АИР умеренную позицию, напротив, выходит из движения. В стране поднимается волна забастовок, начинается экономический кризис. Правительство покидает страну, на несколько дней власть переходит к восставшим во главе с Мухаммедом Стэнли. Однако вскоре в страну входят отряды евразийцев, с которыми договорилось правительство: вновь устанавливается тоталитарный режим, Смит и другие члены АИР подвергаются аресту. Многих восставших, в том числе Стэнли, казнят, однако Смиту по ходатайству Джулии, ставшей министром в новом правительстве, казнь заменяют на 30-летнее заключение (позже он выйдет на свободу по амнистии 1990 года).
Параллельно в сносках, которые сначала носят характер нейтральных примечаний к документам, раскрывается судьба самого историка: он протестует против злоупотреблений директора своего института, пытается покинуть страну с подготовленной им рукописью, наконец попадает в Иркутскую тюрьму, где и завершает свой труд.

## Отзывы
Как отмечает в предисловии к русскому изданию М. Кривич, в своём романе Далош «не просто дописал „1984“, не просто домыслил судьбы героев — он сделал принципиальный шаг в развитии темы»:

Он поведал о том, что бывает, что может случиться после смерти Старшего Брата. Сделал он это, заметьте, до нашей перестройки, до крушения старшебратских порядков у себя на родине и в соседних братских (не от того ли Брата?) странах. И порой оторопь берёт от пронзительно точных предвидений, облечённых в ироничную форму дурашливо-серьёзных, точно стилизованных документов и воспоминаний, которые обнародовал в книге Далоша провинциальный историк XXI века.
— М. Кривич «Живучесть Старшего Брата»
В рецензии Пэт Харрингтон отмечает, что мыслительный процесс главного героя интересно было бы сравнить с горбачёвскими преобразованиями в СССР, в том числе перестройкой и гласностью. Рецензент пишет о том, что «1985» в ряде аспектов отличен от «1984», в том числе в большем присутствии юмора: если роман Оруэлла приводил к мысли, что сопротивление бесполезно, то в «1985» даже О’Брайен кажется неуверенным и сомневающимся.